# Фаха
Фаха (њем. Vacha) град је у њемачкој савезној држави Тирингија. Једно је од 61 општинског средишта округа Вартбург. Према процјени из 2010. у граду је живјело 3.737 становника. Посједује регионалну шифру (AGS) 16063082.

## Географски и демографски подаци
Фаха се налази у савезној држави Тирингија у округу Вартбург. Град се налази на надморској висини од 223 метра. Површина општине износи 19,3 km². У самом граду је, према процјени из 2010. године, живјело 3.737 становника. Просјечна густина становништва износи 193 становника/km².

## Међународна сарадња
| Мјесто | Држава    | Врста сарадње | Од    |
| ------ | --------- | ------------- | ----- |
|        | Француска | партнерство   | 1991. |
| Блатна | Чешка     | партнерство   | 1993. |
| Извор  |           |               |       |